# Hisarcık
Hisarcık ist eine Stadt und Hauptort des gleichnamigen Landkreises der türkischen Provinz Kütahya. Die Stadt liegt etwa 70 Kilometer westlich der Provinzhauptstadt Kütahya. Der Ort wurde lt. Stadtsiegel 1967 zur Gemeinde (Belediye) hochgestuft.
Der Landkreis liegt im Westen der Provinz. Er grenzt im Süden an den Kreis Gediz, im Südwesten und Westen an den Kreis Simav und im Norden und Osten an den Kreis Emet. Durch die Kreisstadt und den Landkreis verläuft die Fernstraße D595, die von Simav nach Norden vorbei am İznik Gölü bis zum Golf von İzmit im Marmarameer führt. Die Stadt liegt im Tal des Flusses Emet Çayı (auch Alıova Çayı), der weiter nördlich in den See Uluabat Gölü mündet. Westlich des Flusses liegt ein Teil des Gebirges Eğrigöz Dağı, im Süden der 1437 Meter hohe Kandıra Tepesi.
Durch das Gesetz Nr. 3392 wurde der Kreis 1987 aus dem südwestlichen Teil des Kreises Emet gebildet. Hierbei wurden 24 Dörfer und die Belediye  Hisarcık (1985: 4013 Einw.) aus dem Bucak Merkez abgetrennt. Nach der Selbständigkeit wies der neue Kreis eine Einwohnerzahl von 16.120 (VZ 1990) auf, ein knappes Viertel davon in der Kreisstadt (4144).
Ende 2020 umfasste der Kreis Hisarcık neben der Kreisstadt 25 Dörfer (Köy) mit durchschnittlich 278 Bewohnern. Dereköy (837) und Hasanlar (790 Einw.) sind die größten Dörfer, elf Dörfer haben mehr Einwohner als der Durchschnitt (278).